# قائمة متاحف العراق
يوجد في العراق العديد من أنواع المتاحف تأتي في مقدمتها المتاحف الأثارية، والتي تحتوي على آثار تمتد من حوالي 60 ألف سنة أو إلى 35 ألف سنة والمتمثلة بآثار من عصور الإنسان القديم «النياندرتال» إلى العصور الإسلامية المتأخرة، وأهم المتاحف الأثرية في العراق هو المتحف العراقي في بغداد ومتحف الموصل في نينوى إضافة إلى متحف الناصرية في ذي قار. تليها المتاحف التراثية مثل المتحف البغدادي في بغداد الذي يضم غالبية المعالم الحياتية لسكان بغداد الأوائل، ومتحف كرميان للفلكور في أربيل. يوجد في العراق أيضاً على متاحف للفن مثل المتحف الوطني للفن الحديث في بغداد والذي يحتوي على 7000 عمل تعود إلى فنانين مختلفين. كما يوجد متحفان للتاريخ الطبيعي هما متحف التاريخ الطبيعي في بغداد ومتحف التاريخ الطبيعي في البصرة. أما المتاحف الدينية منها متحف ذاكرة الإسلام فتوجد في محافظة كربلاء، التي تعد مركز السياحة الدينية في العراق.

## التاريخ
كان أول مَتحف تأسس في العراق هو المتحف الوطني العراقي حيث تأسس عام 1923 ويعتبر من أقدم وأكبر المَتاحف العراقية، يَقع حالياً في منطقة العلاوي في بغداد ويحتوي على العديد من المجموعات الآثرية التي تؤرخ تاريخ بلاد ما بين النهرين، ويعود سبب إنشاء المَتحف إلى البعثات التي كانت تَقوم بأجراء التنقيبات في العراق في أوائل العشرينات، حيث وجدو أن يَجب وضع الآثار في مكان آمن ولقد أنشئت الحكومة العراقية مَتحف وطني آنذاك يَضم آثار التنقيبات، ولقد ترأسته أول مَديرة المس غيرترود بيل البريطانية، في فترة لاحقة.

## التخريب والسرقة
تعرضت العديد من متاحف العراق إلى عمليات سرقة ونهب واسعة ومنظمة طالت المعروضات النفيسة خلال أحداث نيسان عام 2003 وتم إسترجاع قسم منها والباقي لم يسترد إلى حد الآن.

كما قام تنظيم الدولة الإسلامية المعروف بـداعش بتحطيم محتويات متحف الموصل وذلك ضمن الحملة المنظمة التي قام بها التنظيم لهدم معالم تاريخية أو مزارات دينية ولأنه بحسب ايديلوجية التنظيم إنها تعبد من دون الله. وقد أجمعت أغلب حكومات العالم على أن العملية تعتبر إرهاباً فكرياً وعقائدياً وفعلاً منافياً لحرية الرأي.

## متاحف بغداد
| الأسم                     | صورة | المدينة | الحي                                           | سنة التأسيس | النوع                            | ملخص | إحداثيات                                    |
| ------------------------- | ---- | ------- | ---------------------------------------------- | ----------- | -------------------------------- | --- | ------------------------------------------- |
| المتحف العراقي            |      | بغداد   | العلاوي                                        | 1926        | متحف آثار، متحف وطني             | المتحف الوطني العراقي أو المتحف العراقي أو متحف بغداد أو المتحف العراقي في بغداد، هو من أقدم وأكبر المتاحف في العراق، يَقع في بغداد، عاصمة العراق، يعود تاريخ إنشائه بشكل غير رسمي إلى عام 1923-1924 حيث جمعت عالمة الآثار البريطانية غيرترود بيل آثار العراق ووضعتها في حيز صغير في مبنى السراي أو القشلة، وفي عام 1926 بسبب تجميع الكثير من الآثار وضيق المساحة افتتح مَبنى آخر في شارع المأمون ونَقلت إليه جميع الآثار، وعينت المس غيرترود بيل مُديرة للمَتحف ثم تلاها ر.س كوك، وفي عام 1966 ونتيجة لضيق المَساحة أيضا قررت الحكومة العراقية بناء مَتحف يُناسب مواصفات المتاحف العالمية ويكون في مكان مُناسب، فبني المبنى الجديد في منطقة العلاوي وبسبب هذه المُناسبة سمي بالمتحف الوطني العراقي بعدما كان يعرف بــمتحف بغداد للآثار. | 44°23′07″N 33°19′42″E / 44.3854°N 33.3283°E |
| متحف التاريخ الطبيعي      | -    | بغداد   | باب المعظم                                     | 1946        | متحف تاريخ طبيعي                 | متحف التاريخ الطبيعي في بغداد هو أحد متاحف العاصمة العراقية بغداد تأسس عام 1946م يقع في منطقة باب المعظم في الرصافة، يتميز في كونه يضم العديد من المجسمات لحيوانات محنطة ومجموعات للحشرات والنباتات التي تمثل تاريخ الحياة الفطرية في العراق بشكل خاص. إضافة إلى أن المتحف تتبعه مكتبة متخصصة بالتاريخ الطبيعي. | 33°20′24″N 44°23′37″E / 33.3401°N 44.3937°E |
| المتحف الوطني للفن الحديث | ـ    | بغداد   | ساحة الطيران                                   | 1962        | متحف فنون                        | المتحف الوطني للفن الحديث أو متحف الفن الحديث، هو أحد المتاحف الوطنية المُهتمة بالفن، تأسس عام 1962، ويحوي على 7000 عمل للعديد من الفنانين من أمثال، أكرم شكري، وحافظ الدروبي، وعطا صبري، وعيسى حنا، وجواد سليم، وفائق حسن، وإسماعيل الشيخلي، وخالد القصاب، سرق ودَمر وأتلف اللصوص العديد من محتوياته في أحداث عام 2003، كما شمل التدمير مكتبة مركز الفنون الضخمة، وأرشيفه التاريخي، وكل ممتلكاته الإدارية الأخرى، ولقد أُسترجع 2000 عَمل فني ومازالت الجهود مُستمرة لأستعادة الأعمال الباقية. | -                                           |
| المتحف البغدادي           |      | بغداد   | على ضفاف نهر دجلة بالقرب من المدرسة المستنصرية | 1970        | متحف فولكور                      | المتحف البغدادي للفولكلور الشعبي، يضم غالبية المعالم الحياتية لسكان بغداد الأوائل. ولقد أفتتح المتحف البغدادي في مطلع عام 1970م بموقعه الحالي على ضفاف نهر دجلة قرب مبنى المدرسة المستنصرية. وتعد بناية المتحف البغدادي من المباني القديمة في بغداد، حيث يعود تاريخ إنشاؤها إلى عام 1869م في عهد الدولة العثمانية. واستخدمت أولاً كمطبعة لولاية بغداد ايام حكم الوالي مدحت باشا. | 33°20′24″N 44°23′22″E / 33.3401°N 44.3895°E |
| متحف الطفل                |      | بغداد   | العلاوي                                        | 1984        | تربوي وتعليمي                    | متحف الطفل موجود ضمن المتحف العراقي، وهو متحف مصغر ذو هدف تربوي وتعليمي، يوصل فكرة كيف عاش الإنسان القديم وكيف تعلم وكيف اخترع الكتابة وبنى قرية بأسلوب جميل موجه إلى الطفل. | 44°23′07″N 33°19′42″E / 44.3854°N 33.3283°E |
| متحف البريد العراقي       |      | بغداد   | شارع حيفا                                      | 1989        | تراثي                            | متحف البريد العراقي هو متحف يقع في جانب الكرخ من مدينة بغداد، في شارع حيفا، وأفتتح في عام 1989م، ويحتوي المتحف على معظم اصدارات دائرة البريد العراقية من المطبوعات والطوابع وبطاقات البريد المختلفة، وكذلك يحتوي على المعدات التي استعملت في نقل البريد وحفظه منذ عهد الدولة العثمانية عام 1912م وحتى الآن. | -                                           |
| متحف جامعة بغداد          | -    | بغداد   | جامعة بغداد / مجمع الجادرية                    | 2007        | تاريخي                           | هو متحف أسس عام 2007 بتوجيه من رئيس جامعة بغداد آنذاك الاستاذ موسى الموسوي بتأهيل المتحف وتجديده وفقاً لموافقات فنية وجمالية عالية الجودة وأعيد أفتتاحه سنة 2013، ويضم أكثر من 300 صور تمثل المراحل التاريخية للجامعة منذ تأسيسها عام 1957. | -                                           |
| متحف عبد الكريم قاسم      | -    | بغداد   | شارع الرشيد                                    | 2015        | متحف تراثي، تاريخ العراق المُعاصر | متحف عبد الكريم قاسم أو متحف ثورة 14 تموز، هو مَتحف يُعرض فيه مُقتنيات شخصية من أهم شخصيات تاريخ العراق المُعاصر، رئيس الوزراء العراقي، عبد الكريم قاسم، الذي أسقطه حزب البعث في إنقلاب 1963، يَقع في أحد البيوت التراثية الواقعة في أهم شارع بالعاصمة بغداد، إلا وهو شارع الرشيد، ولقد حَضر الإفتتاح الذي تازمن في يوم أغتيال قاسم في 9 فبراير، عائلته ومحبوه، فضلاً عن الشخصيات الرسمية والأكاديمية والثقافية. | -                                           |

## متاحف أربيل
يوجد في أربيل مَتحفين، كلاهما يَقعان بالقرب من قلعة أربيل في وسط أو مركز أربيل، واحد للآثار الشرق الأوسط، والثاني للمنسوجات الكردية.
| الأسم              | صورة | المدينة | الحي       | سنة التأسيس | النوع                 | ملخص | إحداثيات                                        |
| ------------------ | ---- | ------- | ---------- | ----------- | --------------------- | --- | ----------------------------------------------- |
| متحف أربيل         | -    | أربيل   | قلعة أربيل | 1989        | متحف آثار، متحف تاريخ | متحف أربيل الحضاري هو متحف، بُني في اربيل عام 1989 ويَقع بالقرب من فندق جوارجرا ويتألف المَتحف من ثلاث قاعات ورتبت حسب التسلسل التاريخي، يعود تاريخ آثاره إلى 5,000 سنة قبل الميلاد ويعكس أنماط وأساليب الحياة الخاصة في كردستان والعراق، ويتواجد بجانبة مكتبة غنية بالتراث الثقافي. | 36°10′59″N 44°00′41″E / 36.1831°N 44.0115°E     |
| متحف النسيج الكردي |      | أربيل   | قلعة أربيل | 2004        | متحف للغزل والنسيج    | متحف النسيج الكردي أو متحف النسيج الكوردي أو متحف المنسوجات الكردية أو متحف الغزل والنسيج الكردي، هو مَتحف يَقع في أربيل، العراق، تأسس في عام 2004، يحتوي على العديد من القطع الأثرية التي تعود إلى عدة قرون وتَدل على التقاليد القديمة الخاصة بالثقافة الكردية: كالغزل والنسيج. وتشمل المعروضات: الملابس والأقمشة، المواد الخام، الصوف المصبوغ بشكل طبيعي من خلال استخدام النباتات البرية والأزهار. | 44°00′35″N 36°11′24″E / 44.009739°N 36.190123°E |

## متاحف السليمانية
يوجد في السليمانية أربعة متاحف، واحدة منها مَتحف للآثار والتاريخ، والثاني متحف لضحايا التعذيب الذي اجراه النظام السابق على الأكراد، والثالث مَتحف تراثي للفولكور، والرابع كذلك.
| الأسم                 | صورة | المدينة    | الحي            | سنة التأسيس | النوع                 | ملخص | إحداثيات                                    |
| --------------------- | ---- | ---------- | --------------- | ----------- | --------------------- | --- | ------------------------------------------- |
| متحف السليمانية       |      | السليمانية | شارع سالم       | 1961        | متحف آثار، متحف تاريخ | متحف السليمانية (بالكردية: مۆزه‌خانه‌ی سلێمانی) هو متحف أثري يَقع في قلب مدينة السليمانية، محافظة السليمانية، إقليم كردستان، العراق، ويعتبر ثاني أكبر متحف في العراق، بعد المتحف الوطني العراقي في بغداد من حيث المحتويات. ويَضم العديد من القطع الأثرية التي تعود إلى فترة ما قبل التاريخ والعصور الإسلامية والعثمانية المتأخرة. | 35°33′36″N 45°25′40″E / 35.5599°N 45.4277°E |
| متحف الأمن الأحمر     | -    | السليمانية | شارع سعيد كابان | 1991        | متحف جرائم، إبادة     | متحف الأمن الأحمر (بالكردية: مۆزەخانەی ئەمنە سوورەكە) هو أحد المتاحف الوطنية في مدينة السليمانية كان قبل أن يكون مَتحفاً، كان مَبنى لكلية الزراعة، ومن ثم أصبح مركز إدارة محلية، ثم أصبح سجناً للمُعتقليين من قبل نظام الرئيس السابق صدام حسين، وفي عام 1991 حُرر المَبنى وحول إلى متحف يتضمن العديد من الأقسام التي تَشرح كيف عاش الشعب الكردي هذه الحقبة وآثار التعذيب والقَتل ووسائله، يَفتح المَتحف أبوابه للزوار يومياً من الثامنة صباحاً وحتى الرابعة بعد الظهر.، وفي عام 2014 تم إضافة أقسام جديدة إلى المَتحف. | 35°33′43″N 45°25′34″E / 35.5619°N 45.4261°E |
| متحف كرميان للفولكلور | -    | السليمانية | قلعة شيروانة    | 2004        | فولكوري               | متحف كرميان للفولكلور، هو متحف للأثار، أنشئ داخل قلعة شيروانة سنة 2003 من قبل إدارة الآثار في مدينة كلار التابعة لمحافظة السليمانية. ويضم مجموعة من آثار تلّ شيروانة وقطع فولكلورية للمنطقة. | -                                           |
| المتحف الإنثوغرافي    | -    | السليمانية | -               |             | فولكوري               | المتحف الإنثوغرافي بالسليمانية هو متحف شُيّد هذا المتحف في السليمانية لامتلاك المحافظة لإرث حضاري زاخر. يضم المتحف الآلاف من القطع التراثية الفولكلورية الكوردية المختلفة، التي استخدمت في الماضي ولايزال بعضها يستخدم إلى يومنا هذا. | -                                           |

## متاحف نينوى
| الأسم       | صورة | المدينة | الحي       | سنة التأسيس | النوع                | ملخص | إحداثيات                                    |
| ----------- | ---- | ------- | ---------- | ----------- | -------------------- | --- | ------------------------------------------- |
| متحف الموصل |      | الموصل  | جسر الحرية | 1952        | متحف وطني، متحف آثار | يعتبر متحف الموصل أحد أهم المتاحف في العراق ويُعد في المرتبة الثانية من حيث الأهمية بعد المتحف العراقي في بغداد. تأسس في العام 1952 وكان مقتصراً على قاعة صغيرة إلا أنه تم إنشاء المبنى الجديد للمتحف والموجود في يومنا عام 1972 حيث ضمت بنايته الجديدة أربع قاعات أحدها للآثار القديمة وأخرى للآثار الآشورية وثالثة للآثار الحضرية والأخيرة للآثار الإسلامية. | 36°20′16″N 43°08′22″E / 36.3379°N 43.1394°E |

## متاحف حلبجة
تحتوي حلبجة على متحف واحد.
| الأسم                      | صورة | المدينة | الحي     | سنة التأسيس | النوع       | ملخص | إحداثيات                                    |
| -------------------------- | ---- | ------- | -------- | ----------- | ----------- | --- | ------------------------------------------- |
| متحف ضحايا القصف الكيميائي |      | حلبجة   | شارع 964 | 2003        | متحف مُعاناة | متحف ضحايا القصف الكيميائي في مدينة حلبجة هو متحف يوثق ماتعرضت له مدينة حلبجة من عملية القصف التي تعرضت لها في خضم الحرب العراقية الإيرانية في يوم 16 أذار/مارس من سنة 1988 تم افتتاح المتحف في يوم 15 أيلول/سبتمبر من سنة 2003 وتعود فكرة إنشاء المتحف بعدما طرح السيد جلال طالباني والذي يشغل حاليا منصب رئيس جمهورية العراق إنشاء تذكارية في المدينة. وقد كان للسيد برهم صالح والذي يتولى حاليا منصب رئيس وزراء إقليم كردستان العراق دور مهم في بناء هذا المشروع | 35°11′10″N 45°58′25″E / 35.1861°N 45.9735°E |

## متاحف صلاح الدين
| الأسم      | صورة | المدينة | الحي | النوع            | ملخص | إحداثيات |
| ---------- | ---- | ------- | ---- | ---------------- | --- | -------- |
| متحف تكريت | -    | تكريت   | -    | متحف آثار، تاريخ | متحف تكريت هو متحف يَقع في تكريت، العراق، لقد تَضرر أثناء حرب العراق 2003، وفي عام 2007م سُرقت بعض محتوياته. | -        |

## متاحف دهوك
| الأسم     | صورة | المدينة | الحي             | سنة التأسيس | النوع            | ملخص | إحداثيات |
| --------- | ---- | ------- | ---------------- | ----------- | ---------------- | --- | -------- |
| متحف دهوك | -    | دهوك    | قرب بارك بارزاني | 2005        | متحف تاريخ، آثار | متحف دهوك الوطني أو متحف دهوك للآثار هو متحف وطني يَقع بجوار بارك بارزاني الخالد ويضم مجاميع من الآثار التي يتراوح تاريخها بين العصور الحجرية والعصر الإسلامي، يضم المَتحف أكثر من 1000 قطعة أثرية، ويتبع المتحف النظام الأمريكي والذي يعد الأول من نوعه على مستوى الشرق الأوسط، من ناحية قاعدة البيانات، فضلاً عن كونه متطور جداً من ناحية الإضاءة والديكور. | -        |

## متاحف البصرة
| الأسم                | صورة | المدينة | الحي                               | سنة التأسيس | النوع            | ملخص | إحداثيات                                          |
| -------------------- | ---- | ------- | ---------------------------------- | ----------- | ---------------- | --- | ------------------------------------------------- |
| متحف التاريخ الطبيعي | -    | البصرة  | مجمع القصور الرئاسية               | 1974        | متحف تاربخ طبيعي | متحف التاريخ الطبيعي في البصرة، تم تاسيسه في سبعينيات القرن الماضي وتعرض فيه انواع مختلفة من الكائنات الحية في العراق من طيور مهاجرة إلى مختلف انواع الاسماك والثدييات. خلال فترة الاحتلال الاميركي للبلاد تعرض المتحف للتدمير. لكن تم إفتتاحه مرة أخرى عام 2015. وقامت منظمة الأمم المتحدة بإدراجه ضمن المتاحف العالمية البارزة. | -                                                 |
| متحف البصرة الحضاري  | -    | البصرة  | مجمع القصور الحكومية - قصر البحيرة | 2016        | متحف تاريخ، آثار | متحف البصرة الحضاري، هو متحف للآثار يقع في مدينة البصرة جنوب العراق حيث تم إنشاءه في بناية أحد القصور الرئاسية التي تعود إلى النظام السابق على شط العرب. ويحتوي المتحف على 440 قطعة أثرية يعود بعضها إلى 300 عام قبل الميلاد. | 30°29′51″N 47°51′40″E / 30.4973844°N 47.8609902°E |

## متاحف ذي قار
| الأسم         | صورة | المدينة  | الحي                                | سنة التأسيس | النوع            | ملخص | إحداثيات                                          |
| ------------- | ---- | -------- | ----------------------------------- | ----------- | ---------------- | --- | ------------------------------------------------- |
| متحف الناصرية | -    | الناصرية | بالقرب من جسرالزيتون على نهر الفرات | 1969        | متحف تاريخ، آثار | متحف الناصرية أو المتحف الحضاري في الناصرية هو متحف انشأ عام 1969 من قبل شركة جولنبجيان البرتغالية على ضفاف نهر الفرات صوب الشامية بجانب جسر الزيتون وضم بناية المَتحف 14 قاعة عُرض فيه القطع الأثرية موزعة بالتساوي على طابقين بالإضافة إلى جناح الإدارة وقاعة المكتبة إضافة إلى القسم الأخر الذي يضم دائرة اعمال مفتشية الآثار. | 31°02′50″N 46°14′34″E / 31.0471249°N 46.2428552°E |

## متاحف المثنى
| الأسم        | صورة | المدينة | الحي                  | النوع            | ملخص                                                                                 | إحداثيات |
| ------------ | ---- | ------- | --------------------- | ---------------- | ------------------------------------------------------------------------------------ | -------- |
| متحف السماوة | -    | السماوة | بالقرب من نهرا الفرات | متحف تاريخ، آثار | متحف السماوة أو متحف المثنى الحضاري، هو أحد المتاحف العراقية، يقع في محافظة السماوة. | -        |

## متاحف بابل
| الأسم          | صورة | المدينة | الحي                              | سنة التأسيس   | النوع       | ملخص | إحداثيات                                          |
| -------------- | ---- | ------- | --------------------------------- | ------------- | ----------- | --- | ------------------------------------------------- |
| متحف الحلة     | -    | الحلة   | بناية متصرفية الحلة على نهر الحلة | 2014          | متحف معاصر  | متحفة الحلة المعاصر، يقع المتحف في بناية متصرفية الحلة التي تأسست سنة 1920، في بداية الحكم الوطني للعهد الملكي. يضم المتحف تسع قاعات هي قاعة المقتنيات الحلية وقاعة الشخصيات الحلية وقاعة للكتب والوثائق والمخطوطات وقاعة المقابر الجماعية وضحايا النظام السابق والإرهاب والتاريخ السياسي وقاعة العادات والتقاليد الحلية وهنالك قاعة للصناعات الفولكلورية والأزياء الشعبية ثم قاعة المزارات والمواقع الدينية والتراثية وقاعة للتاريخ الرياضي لمحافظة بابل وقاعة للفنون التشكيلية تحتوي على معرض للصور الفوتوغرافية لعلماء الحلة والأسواق القديمة وأهم المعالم التاريخية اضافة إلى شخصيات ورموز الحلة من الشمع ومعرض لأهم الكتب الحلية ومفكريها وأدبائها وكذلك قاعة للفنون والموسيقى. | 32°29′01″N 44°26′17″E / 32.483713°N 44.437985°E   |
| متحف نبوخذ نصر | -    | الحلة   | بالقرب من مدينة بابل الأثرية      | الافتتاح 2017 | متحف تاريخي | متحف نبوخذنصر، هو متحف تاريخي يقع بالقرب من مدينة بابل الأثرية، تم إعادة إفتتاح في أوائل عام 2017، يحتوي المتحف على مجموعة من اللقى والتماثيل الأثرية التي تعود إلى الحضارات السومرية والبابلية والأشورية إضافة إلى الحضارة الإسلامية، كما يضم المتحف مجموعة كبيرة من لوحات تخيلية لبرج ومدينة بابل رسمها مجموعة من الفنانين الاوربين مستوحاة من كتب التوراة والإنجيل، إضافة إلى مجسمات كبيرة لمدينة بابل الأثرية وأجزاء من بوابة عشتار الأصلية، وخرائط لأماكن المعابد القديمة. | 32°32′30″N 44°25′24″E / 32.5417708°N 44.4234143°E |

## متاحف القادسية
| الأسم               | صورة | المدينة   | الحي           | النوع                 | ملخص | إحداثيات |
| ------------------- | ---- | --------- | -------------- | --------------------- | --- | -------- |
| متحف الفنون والآثار | -    | الديوانية | جامعة القادسية | متحف آثار، تراث، فنون | يعد متحف الفنون والأثار التابع لجامعة القادسية من المتاحف الحديثة في العراق، التي أخذت الطراز والتصاميم الأوربية الحديث، ويضم ثلاث أقسام للفنون والتراث والأثار. يأرشف مواقع آثرية مهمة في تاريخ العراق القديم تعود بعضها إلى 7000 سنة قبل الميلاد، ويضم أيضاً آثار مجسمة وصوراً لمدينة نيبور الأثرية في الديوانية إضافة إلى قطع أثارية ثمينة لأثار بابل. ويحتوي المتحف أيضاً على مجسمات لمدن عراقية سومرية وبابلية وأكدية وتماثيل ومسماريات فضلاً عن مقتنيات نفيسة تعود لتراث العراق الشعبي إبان الحكم الملكي، وأسلحة ولوحات لفنانين عراقيين وصور لزعماء العراق على إمتداد التاريخ الحديث. | -        |

## متاحف كربلاء
| الأسم              | صورة | المدينة | سنة التأسيس | النوع     | ملخص | إحداثيات                                          |
| ------------------ | ---- | ------- | ----------- | --------- | --- | ------------------------------------------------- |
| متحف الإمام الحسين | -    | كربلاء  | 2009        | متحف ديني | يحوي متحف الإمام الحسين على الكثير من المقتنيات والتحف القديمة التي أهداها الملوك والأمراء إلى مرقده على مدى الأزمان، والتي كانت محفوظة في خزائن سرية سرقت بعضها في أوقات مختلفة وما تبقى منها تم عرضه في المتحف. تمت صيانة معروضات المتحف بواسطة مختصين من المتحف العراقي. | -                                                 |
| متحف ذاكرة الإسلام | -    | كربلاء  | 2014        | متحف ديني | يتكون متحف ذاكرة الإسلام والذي أقيم على مساحة 1200م، من 16 جناحاَ يختص كل جناح بمشهد تأريخي خاص من حياة الرسول الأعظم وحتى استشهاده (ص) مع وجود لوحة تعريفية لكل حادثة، هذا بالإضافة إلى معجزات بعض الأنبياء.                                                                | 44°02′30″N 32°37′20″E / 44.0417567°N 32.6222934°E |